# John Mutsaers
John Mutsaers (Tilburg, 15 april 1972) is een Nederlands voormalig voetballer die als aanvaller speelde.
Hij kwam uit voor Willem II, RBC, AZ en MVV.
In het seizoenen 1994-1995 werd hij topscorer van de Eerste divisie met AZ. Hij maakte toen 23 doelpunten.